# Eois dissensa
Eois dissensa là một loài bướm đêm trong họ Geometridae.